# Sheffield Football Club
Lo Sheffield Football Club, noto semplicemente come Sheffield, è una società calcistica inglese con sede nella città di Sheffield (South Yorkshire), militante nella Northern Premier League Division One South (ottava divisione del calcio inglese). Il club, fondato nel 1857 ed ancora in attività, è riconosciuto come il più antico del mondo.
Nel passato non ebbero mai avuto uno stadio loro vero e proprio. Il nuovo presidente però ha dato loro un nuovo stadio in cui giocare, vicino a uno dei tipici pub inglesi dove molti tifosi si riuniscono per vedere la loro squadra.
Per il loro contributo al gioco del calcio vennero insigniti del FIFA Order of Merit e inseriti nella English Football Hall of Fame.

## Storia

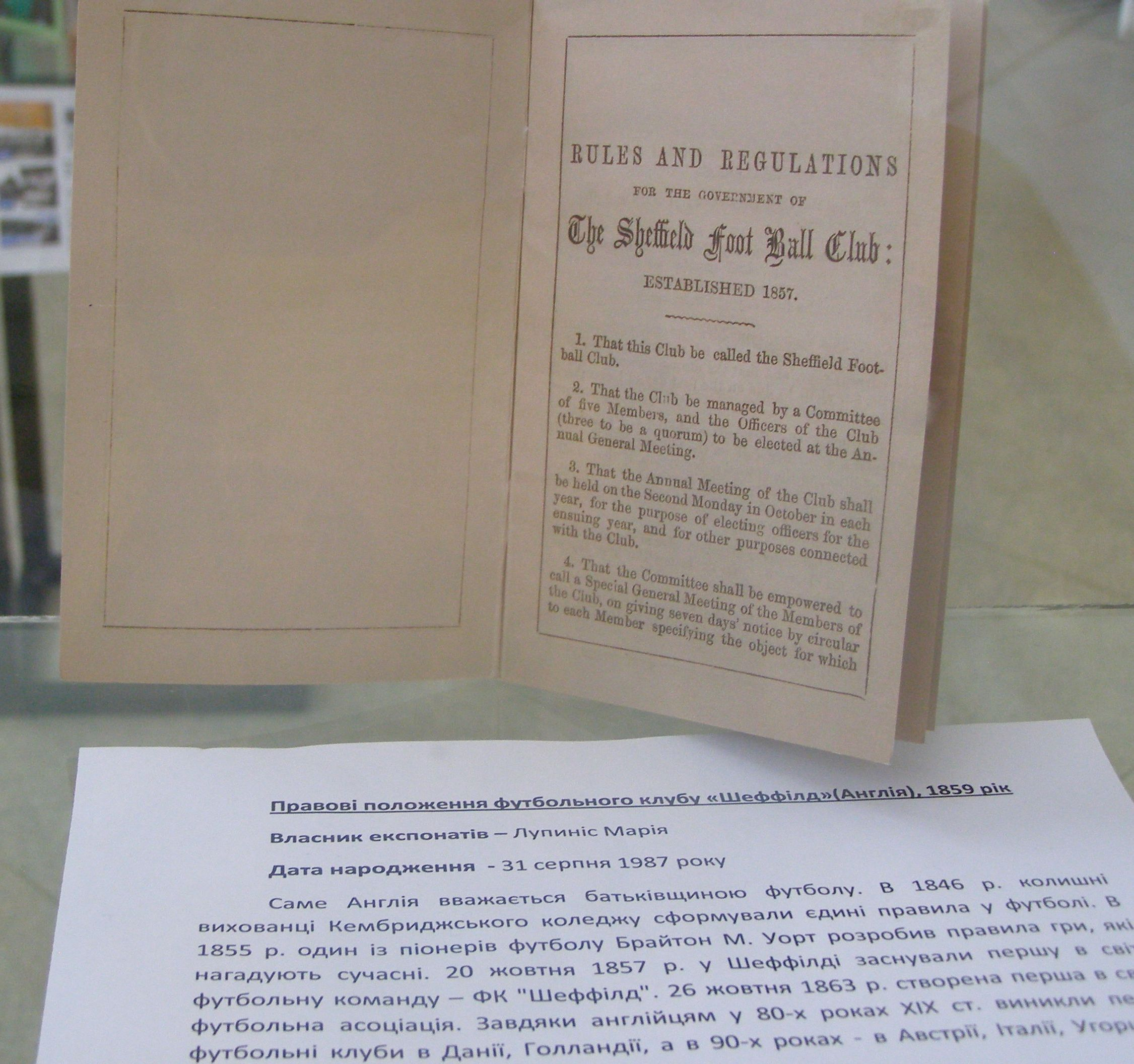
Copia dell'atto di fondazione dello Sheffield FC del 1857 conservata al Museo della storia del Genoa

Nel 1855 alcuni membri dello Sheffield Cricket Club organizzarono un primo torneo di calcio non basato su regole ufficiali. Nathaniel Creswick e William Prest fondarono lo Sheffield Football Club. La fondazione ufficiale del club risale al 24 ottobre 1857. Come sede originale venne utilizzata una serra e come primo stadio il campo da calcio adiacente. Inizialmente le partite vennero giocate tra i membri stessi del club dividendosi, ad esempio, in professionisti contro artigiani, o quelli con il cognome dalla A alla M contro quelli dalla N alla Z. Il club è riconosciuto dalla FIFA come il più antico del mondo.
Creswick e Prest si impegnarono ad elaborare le regole del gioco del calcio note come Sheffield Rules. Il gioco era molto diffuso in Inghilterra già prima della nascita della FA. Ad esempio in varie public school inglesi già si giocava in base a proprie regole, che variavano ampiamente tra i diversi istituti.

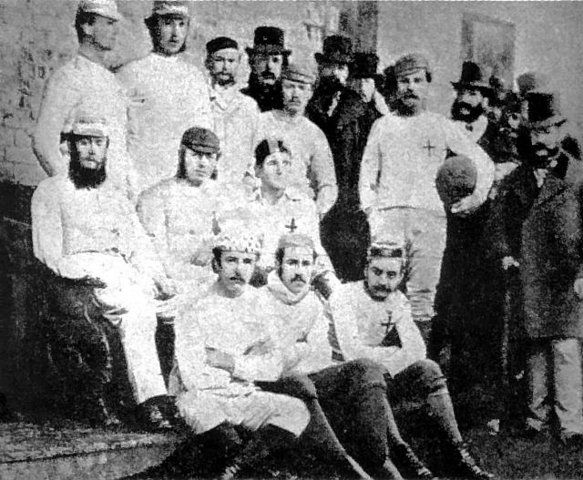
La prima formazione dello Sheffield FC

Le regole originali erano diverse da quelle attuali. Venne introdotto il fuorigioco, l'uso di una traversa di legno e non di un semplice cordino teso tra i due pali, l'introduzione del calcio d'angolo, del calcio di punizione e la rimessa in gioco. Quando il club andò per la prima volta in trasferta a Londra, nel 1875, venne stabilita la durata di una partita: novanta minuti, divisa in due tempi da quarantacinque. Inoltre, i tifosi di una rappresentativa locale rimasero stupiti vedendo che i giocatori ospiti colpivano la palla con la testa, aspetto del gioco che nella capitale non era stato ancora nemmeno preso in considerazione. Le Australian Rules, elaborate l'anno seguente, ricordavano le Sheffield Rules sotto vari aspetti.
Il 26 dicembre 1860 lo Sheffield affronta l'altra squadra cittadina, l'Hallam, in quella che può essere considerata la prima partita ufficiale della storia del calcio: il match, giocato al Sandygate Road, vide la vittoria dello Sheffield per 2-0.
Nel 1862 esistevano 15 club nell'area di Sheffield. Le regole elaborate vennero adottate dalla Sheffield and Hallamshire County Football Association, fondata nel 1867.
Il 30 novembre 1863 divennero membri della FA, anche se continuarono a seguire il loro insieme di regole fino al 1878.
Il 2 gennaio 1865, il club giocò la sua prima partita fuori Sheffield contro il Notts County, al Meadows Cricket Ground, vincendo per 1-0.
Il 31 marzo 1866 affrontò in amichevole al Battersea Park una formazione di Londra composta dai migliori giocatori delle squadre: Barnes, Wanderers, No Names. La partita venne vinta per 2-0 dalla squadra londinese.
Nella stagione 1873-74 entrarono per la prima volta in FA Cup raggiungendo i quarti di finale, negli anni successivi raggiunsero i quarti di finale altre 2 volte.
Il declino del club incominciò con l'introduzione del professionismo nel luglio 1885. I club dilettantistici di Sheffield non riuscirono a reggere la concorrenza di squadre professionistiche come Aston Villa, Nottingham Forest e Notts County.
Il club suggerì allora alla federazione di creare un campionato per sole società dilettanti, e fu così che nel 1893 nacque la FA Amateur Cup, che il club vinse nel 1904 battendo in finale l'Ealing.
Dopo la fine del secolo lo Sheffield gareggiò principalmente nei campionati locali. Nel 1925-1926 gareggiavano nella Sheffield Association League. Il club rientrò nella Yorkshire League nel 1949. Tre anni dopo venne promosso in Division One, ma fu retrocesso in Division Two nel 1954. Ritornò nella massima serie la prima volta che lo chiesero prima.
Nel giugno del 1946 il club si reca in Olanda per giocare un amichevole la prima internazionale per la squadra, contro il Psv battendoli 3-0.
Nel 1957 per i cento anni del club è stato presente ai festeggiamenti il principe Filippo di Edimburgo, consorte della regina Elisabetta II.
Dal 1949 lo Sheffield FC fece parte della Yorkshire Football League, rimanendovi fino a quando essa non si fuse con la Midland League per formare la Northern Counties East League nel 1982. Durante i 33 anni di militanza nella Yorkshire League l'unico titolo che ottennero fu quello di seconda divisione della stagione 1975-76. Dopo il trasferimento nella nuova lega ottennero il titolo di campione della prima divisione nelle stagioni 1988-89 e 1990-91. Nel 2006-07 terminarono in seconda posizione la Premier Division, risultato migliore mai raggiunto dal club. A causa della ristrutturazione dei campionati vennero promossi per la stagione 2007-08 nella Northern Premier League Division One South.
Nel 2004 è stato conferito alla squadra il FIFA Order of Merit in una cerimonia a Parigi dove è stato consegnato al presidente del club da Alfredo Di Stéfano e Emilio Butragueño. Assieme con il Real Madrid, lo Sheffield Football Club è l'unica squadra ad avere vinto il premio.
Nel 2007 per i 150 anni della squadra si è svolta una festa dove è stato presente come guest star anche Pelé e ha giocato partite amichevoli contro la formazione Primavera dell'Inter (persa 2-5) giocata allo Bramall Lane dove erano presenti 18.741 spettatori e l'Ajax (vinta dallo Sheffield 2-0) nel 2008.
Nel dicembre del 2012 sono stati riconosciuti ufficialmente dalla FIFA come il più antico club e per contraccambiare il club ha nominato il presidente della FIFA Sepp Blatter presidente onorario.
Nel 2013 il club da vita all'associazione Club of Pioneers, che accoglie tra i suoi membri le società più antiche ancora in attività per ogni federazione calcistica. 

## Colori e simboli
La prima maglia della storia dello sheffield era formata da una maglia rossa, pantaloncini bianchi e calzettoni neri.

Attualmente la maglia è composta da quadrati neri e rossi con pantaloncini e calzettoni neri

## Stadio
In 160 anni di storia il club non ha mai avuto un suo campo da gioco: il nuovo presidente, Richard Tims, ha messo a disposizione del club un impianto appena fuori Sheffield chiamato Coach and Horses Ground (capienza 1.200 spettatori) a Dronfield che si trova a 7 miglia da Sheffield. È raggiungibile in parte con un bus. Poi si è costretti a percorrere un lungo tragitto a piedi, di circa mezz'ora dal capolinea del bus. Di fianco al campo c'è un pub, il Coach and Horses, abituale luogo di ritrovo tra tifosi al termine della partita. Oltre alla squadra maschile il club gestisce in tutto undici squadre, tra cui il settore giovanile, una squadra femminile e una squadra di disabili. Partecipa inoltre all'operazione umanitaria Boots for Africa.

## Palmarès

### Competizioni nazionali
- FA Amateur Cup: 1

1903-1904

### Competizioni regionali
- Northern Counties East League Premier Division: 2

1988-1989, 1990-1991
- Yorkshire League Division 2: 1

1976-1977
- Yorkshire League Cup: 1

1977-1978
- Northern Counties East League Cup: 2

2000-2001, 2004-2005
- Trofeo Whitbread: 1

1987-1988
- Sheffield and Hallamshire Senior Cup: 4

1993-1994, 2004-2005, 2005-2006, 2007-2008

### Altri piazzamenti
- FA Vase:

Finalista: 1975-1976, 1976-1977
- Northern Counties East League Cup:

Finalista: 2002-2003, 2005-2006
- Northern Counties East League Premier Division:

Secondo posto: 2006-2007

## Rosa vincitrice della FA Amateur Cup nel 1904
| N. |                        | Ruolo | Calciatore   |
| -- | ---------------------- | ----- | ------------ |
|    | Inghilterra (bandiera) | P     | Bolsover     |
|    | Inghilterra (bandiera) | D     | Chambers     |
|    | Inghilterra (bandiera) | D     | Milnes       |
|    | Inghilterra (bandiera) | C     | Green        |
|    | Inghilterra (bandiera) | C     | Potts        |
|    | Inghilterra (bandiera) | C     | Frost        |
|    | Inghilterra (bandiera) | A     | Sylvester    |
|    | Inghilterra (bandiera) | A     | Bedford      |
|    | Inghilterra (bandiera) | A     | Hoyland G.   |
|    | Inghilterra (bandiera) | A     | Hoyland J.E. |
|    | Inghilterra (bandiera) | A     | Forsdyke     |

## Stadio
| Periodo     | Campo di gioco                     |
| ----------- | ---------------------------------- |
| 1857        | Parkfield House, Highfield         |
| 1857 - 1862 | East Bank Road, Highfield          |
| 1862 - 1875 | Bramall Lane, Sheffield            |
| 1921 - 1988 | Abbeydale Park, Dore               |
| 1988 - 2001 | Hillsborough Park, Sheffield       |
| dal 2001    | Coach and Horses Ground, Dronfield |